# Pteropus pohlei
Pteropus pohlei är en däggdjursart som beskrevs av Georg H.W. Stein 1933. Pteropus pohlei ingår i släktet Pteropus och familjen flyghundar. IUCN kategoriserar arten globalt som starkt hotad. Inga underarter finns listade.
Denna flyghund förekommer på mindre öar norr om Nya Guinea. Habitatet utgörs av skogar, trädgårdar och andra områden med träd. Individerna vilar i växtligheten och bildar där flockar.